# Aktion 14f13

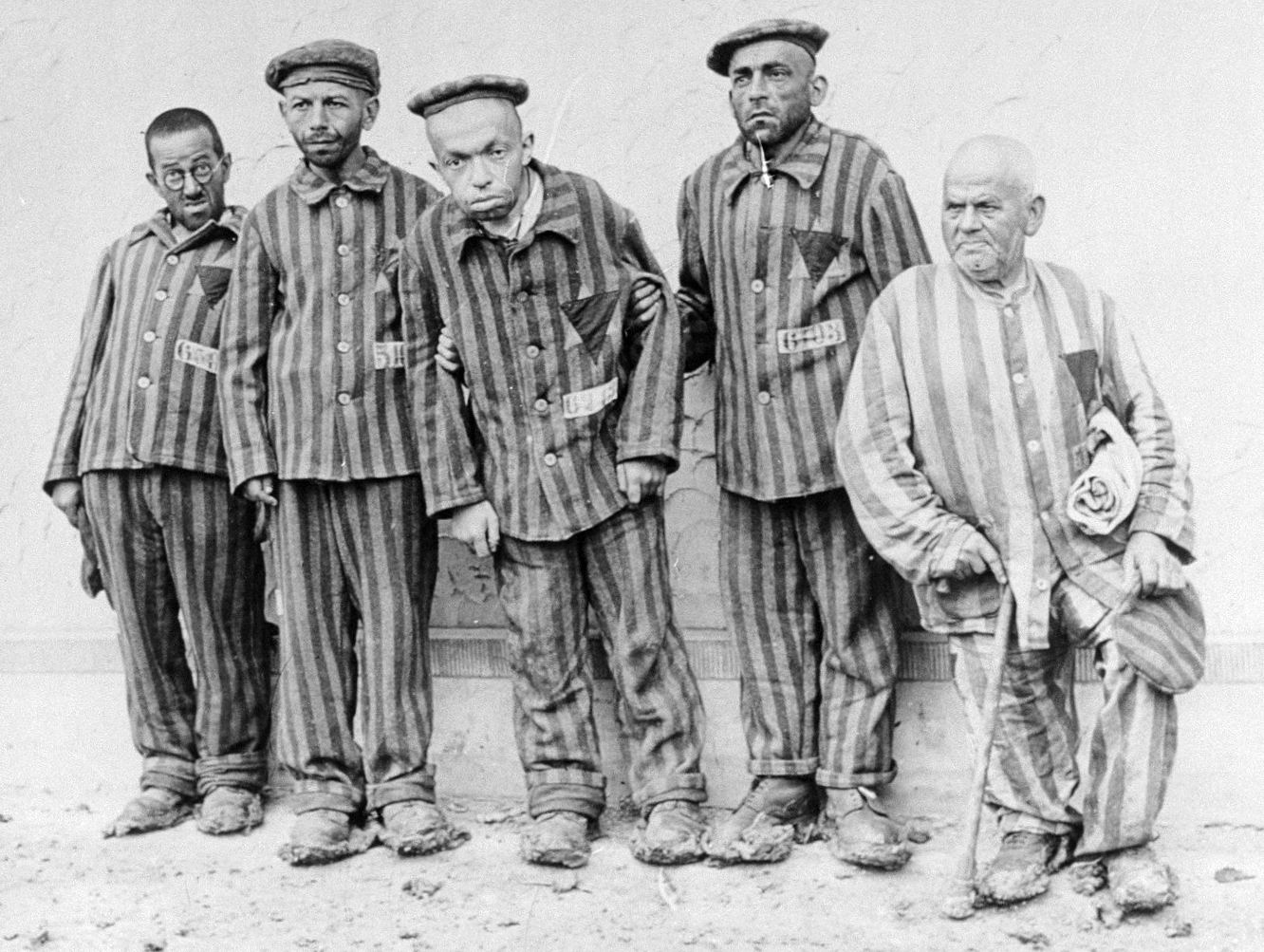
Prigionieri disabili nel lager di Buchenwald.

L'Aktion 14f13, conosciuta in tedesco anche come Sonderbehandlung ("trattamento speciale") 14f13, è stato un programma del Terzo Reich per l'omicidio di prigionieri dei campi di concentramento nazisti tramite "eutanasia". Il programma di eliminazione, noto anche come "eutanasia per gli invalidi", si è abbattuto su malati, anziani e su tutte le altre categorie di persone ritenute non più idonee al duro lavoro nei campi di concentramento: queste venivano separate dal resto dei prigionieri con un metodico processo di selezione e venivano in seguito uccise. L'Aktion 14f13 fu attiva dal 1941 al 1944, subito dopo la chiusura dell'analogo programma Aktion T4.s

## Storia

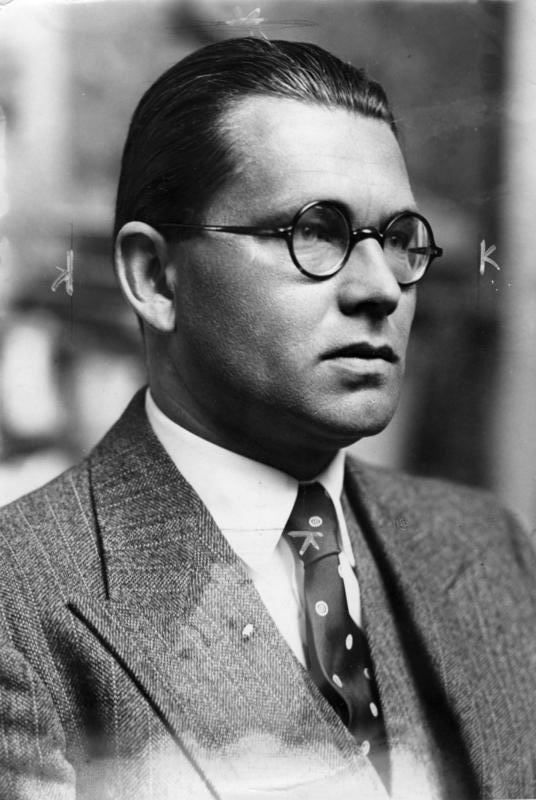
Philipp Bouhler

Nella primavera del 1941, in un incontro tra il Reichsführer delle SS Heinrich Himmler e il Reichsleiter Philipp Bouhler, capo della cancelleria di Hitler, si discusse della possibilità di "alleggerire" i campi di concentramento dagli "eccessi di zavorra", intendendo l'eliminazione dei prigionieri malati e di coloro che non erano più in grado di lavorare e quindi contribuire allo sforzo bellico. Bouhler in passato era già stato nominato da Hitler come responsabile dell'attuazione dell'Aktion T4, il programma di "eutanasia" nazista per l'annientamento dei malati di mente, dei disabili e dei pazienti di ospedali e case di cura ritenuti indegni di inclusione nella società nazista.
Himmler e Bouhler trasferirono le tecnologie e le pratiche utilizzate nel programma Aktion T4 all'interno dei campi di concentramento, nei campi di sterminio e in seguito anche l'Einsatzgruppen venne istruito per l'utilizzo delle stesse tecniche: l'obiettivo era quello di eliminare quanti più possibili prigionieri indesiderati. Inoltre, sebbene l'Aktion T4 fosse ufficialmente chiuso da Adolf Hitler il 24 agosto 1941, l'operazione confluì nell'Aktion 14f13 e coinvolse quindi molti dei medici che avevano partecipato al T4. Per rendere operativo il programma, Bouhler designò il responsabile del 2° ufficio della cancelleria privata di Hitler Viktor Brack per l'attuazione di questo nuovo ordine. Brack aveva anch'egli già partecipato all'attuazione del programma T4.
Lo schema del programma 14f13 era gestito dall'Ispettorato dei campi di concentramento (Inspektion der Konzentrationslager) e dal Comandante Generale delle SS, Himmler. Il nome completo in lingua tedesca del programma era Sonderbehandlung 14f13. "Sonderbehandlung" è traducibile come "trattamento speciale", un termine eufemistico per definire l'esecuzione o l'eliminazione fisica. La combinazione di numeri e lettere deriva dal sistema di archiviazione utilizzato dalle SS e si compone del numero "14" che identificava i campi di concentramento, la lettera "f" per la parola tedesca "mortalità" (Todesfälle) e il numero "13" identificava il mezzo attraverso cui veniva procurata la morte, in questo caso, nelle camere a gas dei centri di sterminio dell'Aktion T4.

## Prima fase
L'operazione Aktion 14f13 iniziò nell'aprile del 1941. Un gruppo di medici cominciò a visitare i campi di concentramento al fine di selezionare i prigionieri anziani, malati e inabili da destinare all'"eliminazione". Questo gruppo includeva alcuni dei medici che già avevano lavorato durante l'Aktion T4, quindi già avvezzi alle pratiche omicide; tra questi i professori Werner Heyde e Hermann Paul Nitsche e i medici Friedrich Mennecke, Curt Schmalenbach, Horst Schumann, Otto Hebold, Rudolf Lonauer, Robert Müller, Theodor Steinmeyer, Gerhard Wischer, Viktor Ratka e Hans Bodo Gorgaß. Per accelerare le operazioni, i comandanti dei campi stilarono un primo elenco per la selezione, così come avevano fatto durante l'operazione T4. Venivano così raccolti i primi dati, come ad esempio informazioni anagrafiche, data di ammissione al campo, la diagnosi di malattia incurabile, le eventuali ferite di guerra e altro. Secondo le linee guida del progetto 14f13, i comandanti dovevano raccogliere i nomi di questi ballastexistenzen ("pesi morti") e presentarli ai medici perché si procedesse al "ritiro dal servizio". Questa operazione ha incluso prigionieri che non erano stati in grado di lavorare per lunghi periodi di tempo o che erano sostanzialmente incapaci di muoversi e non in grado di tornare al lavoro.
I prigionieri inclusi dai comandanti dei campi nella selezione preliminare dovevano riferire alla commissione medica. Non veniva effettuata nessuna vera visita medica, bensì i prigionieri venivano interrogati circa la loro partecipazione alla prima guerra mondiale e sulle eventuali medaglie ricevute. Sulla base di queste sommarie cartelle cliniche e sulle personali preferenze, i medici decidevano come classificare ciascun prigioniero interrogato. La valutazione finale dei prigionieri veniva effettuata utilizzando le informazioni nei rapporti forniti e in realtà si limitava alla decisione se condurre o meno il prigioniero verso il "trattamento speciale" 14f13. Tutti i moduli e i risultati della relazione venivano quindi inviati per l'archiviazione all'ufficio centrale di Berlino.

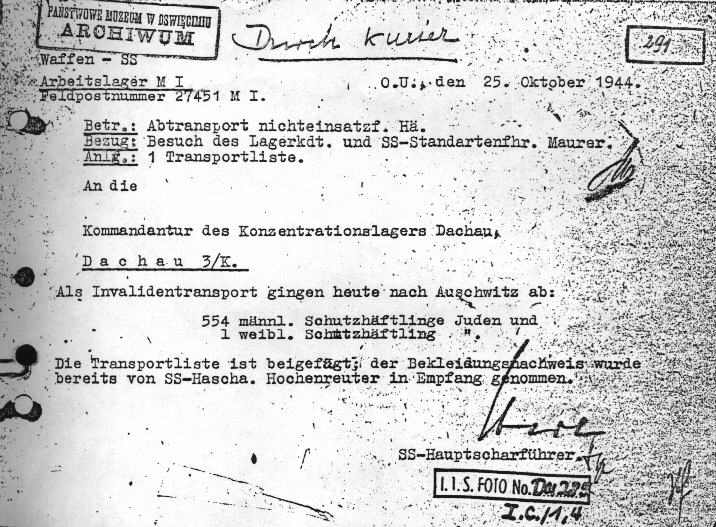
Nota per il trasporto di prigionieri dal campo di Mühldorf ad Auschwitz.

I prigionieri furono talvolta incoraggiati dall'amministrazione dei campi a farsi avanti nel caso in cui si sentissero ammalati o inabili al lavoro. Molti sono stati portati a credere che sarebbero stati trasferiti in un "campo di recupero", dove il lavoro al quale erano condannati sarebbe stato meno gravoso e in questo modo molti prigionieri e deportati si autodenunciarono. Ma dopo le camere a gas nei campi di sterminio, gli effetti personali delle vittime venivano rispediti al magazzino del campo di concentramento per l'archiviazione e, nonostante la segretezza, i prigionieri scoprirono la vera ragione della selezione; da allora anche i detenuti affetti da gravi malattie smisero di passare dall'infermeria del campo di concentramento.

## Lo sterminio
Dopo la selezione, da parte delle commissioni mediche, dei prigionieri "invalidi" nei diversi campi di concentramento, l'amministrazione del campo era tenuta a consegnarli su richiesta alle SS. I prigionieri venivano trasportati dai Gekrat, le cosiddette "ambulanze caritatevoli" già in uso nell'Aktion T4, oppure dalle Deutsche Reichsbahn direttamente a uno dei tre centri di sterminio scelti per l'attuazione del programma di "eutanasia per invalidi": il castello di Bernburg, diretto da Irmfried Eberl, il castello di Sonnenstein,  diretto da Horst Schumann e il castello di Hartheim, diretto da Rudolf Lonauer e Georg Renno.
La prima selezione conosciuta ha avuto luogo nell'aprile del 1941 al campo di concentramento di Sachsenhausen. Entro l'estate, almeno 400 prigionieri da Sachsenhausen vengono mandati in pensione. Durante lo stesso periodo, 450 prigionieri da Buchenwald e 575 prigionieri da Auschwitz furono uccisi nelle camere a gas del Castello di Sonnenstein e circa mille prigionieri da Mauthausen furono uccisi presso il Castello di Hartheim. Dalle camere a gas di Hartheim, tra il settembre e il novembre del 1941, passarono circa tremila prigionieri provenienti da Dachau, e dai vicini campi di Mauthausen e Gusen. Vennero selezionati e uccisi anche i detenuti di Flossenbürg, Neuengamme e Ravensbrück. Successivamente, oltre mille prigionieri di Buchenwald, 850 di Ravensbrück e 214 di Gross-Rosen sono stati gassati presso il Castello di Sonnenstein e il centro per l'eutanasia di Bernburg. Nei mesi di marzo e aprile del 1942, circa 1.600 donne vennero selezionate a Ravensbrück e gassate a Bernburg.
Nei centri di sterminio i prigionieri venivano visitati, specialmente per verificare la presenza di denti in oro, prima di essere condotti nelle camere a gas, dove venivano uccisi per inalazione di monossido di carbonio. Dai cadaveri venivano quindi rimossi i denti d'oro e inviati a all'ufficio centrale a Berlino, i corpi venivano quindi inceneriti nei forni crematori. L'uccisione era perpetrata direttamente dallo stesso personale dei centri di sterminio, come già fatto in precedenza con i disabili durante l'Aktion T4. A differenza del T4 però le registrazioni delle informazioni di carattere amministrativo e le registrazioni dei decessi venivano effettuate direttamente dai membri delle rispettive amministrazioni dei campi di concentramento. Una descrizione dettagliata di tutto il programma è stata data nel settembre del 1945 da Vincent Nohe alla Kriminalpolizei di Linz, che in seguito indagherà sui crimini di guerra Nazisti avvenuti nelle vicinanze. Nohe, che aveva lavorato come "bruciatore" al forno crematorio di Hartheim, è stato condannato al processo Dachau-Mauthausen nel 1946 e condannato a morte per l'omicidio di disabili e inabili dei campi di concentramento. Nohe è stato giustiziato nel 1947.

## Seconda fase

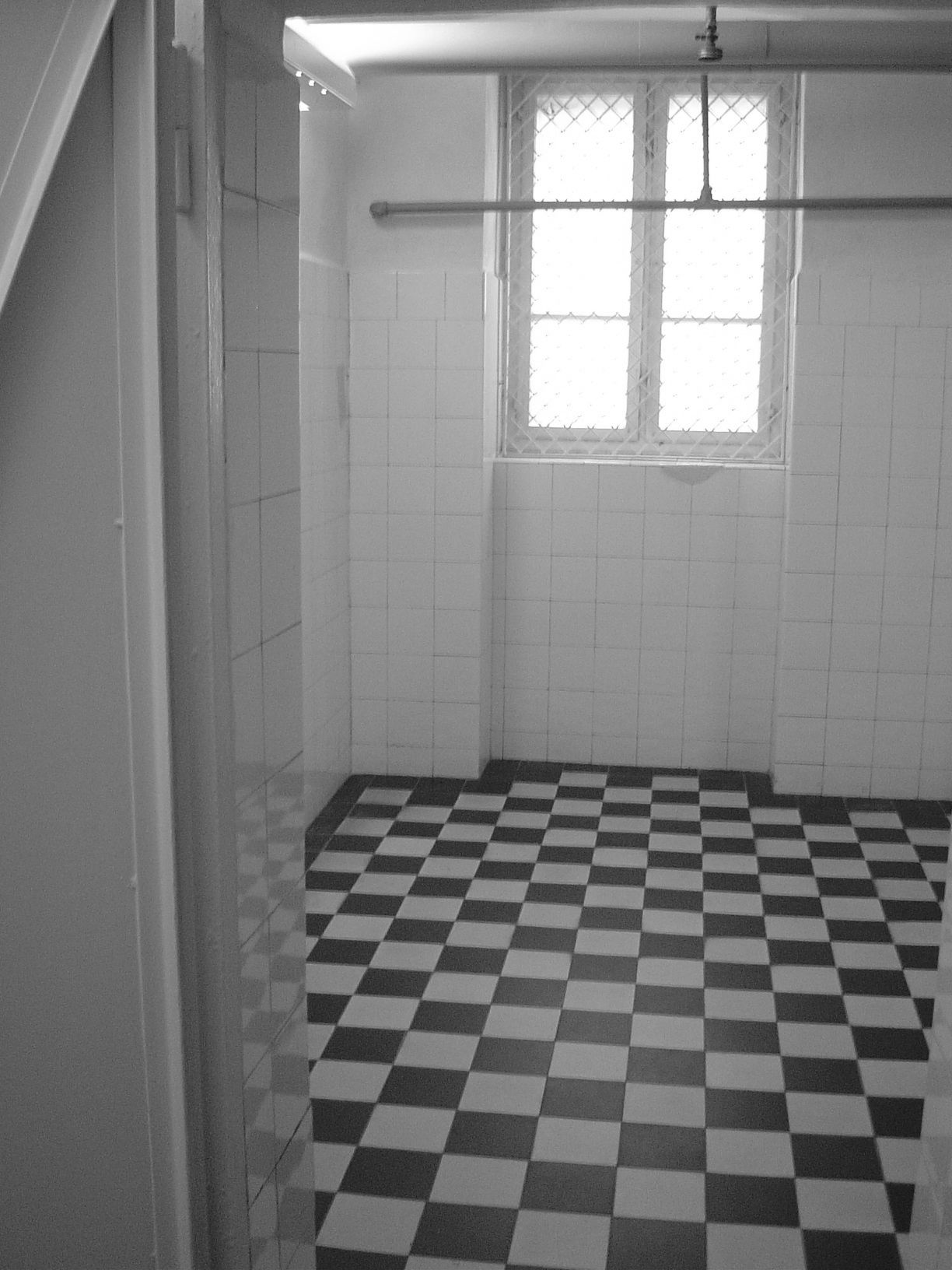
La camera a gas al centro per l'eutanasia di Bernburg.

Tra il 1941 e il 1942 le selezioni includono sempre più gli oppositori politici, gli ebrei e i cosiddetti asoziale. Ma il flusso di prigionieri da condurre all'eutanasia si riduce sempre di più a causa della crescente necessità di lavoratori per l'economia bellica. Nel 1943, con l'inasprirsi della guerra, le selezioni subirono ulteriori restrizioni in modo da garantire che ogni detenuto abile al lavoro contribuisse all'economia di guerra: vennero "categoricamente" esclusi dal programma 14f13 tutti i prigionieri che, sebbene inabili o storpi, potevano comunque lavorare e vennero selezionati solo i disabili fisici o psichici. In seguito a queste decisioni, vennero chiusi i centri di Bernburg e Sonnenstein e rimase attivo solo  Hartheim. La prima fase dell'Aktion 14f13 era conclusa.
La seconda fase del programma ha inizio nell'aprile del 1944. Si tentò di snellire il processo di selezione, vennero eliminati i moduli da riempire e la selezione delle vittime da uccidere divenne esclusiva responsabilità delle amministrazioni dei campi di concentramento e non più delle commissioni mediche. Ciò non escluse l'assassinio dei detenuti non più idonei al lavoro: le uccisioni avvennero direttamente nei campi oppure i prigionieri venivano trasferiti in un campo dove era presente una camera a gas, come Mauthausen, Sachsenhausen o Auschwitz. Da questo momento, coloro che vengono uccisi nelle camere a gas del castello di Hartheim sono oppositori politici, lavoratori forzati dall'Europa dell'est non più in grado di lavorare, prigionieri di guerra sovietici ed ebrei ungheresi, oltre ai prigionieri dei campi di concentramento. L'ultimo trasporto di prigionieri ad Hartheim avvenne l'11 dicembre 1944, concludendo l'operazione Aktion 14f13. Le camere a gas di Hartheim vennero smantellate e vennero rimosse le tracce del loro utilizzo, per quanto possibile. Il castello fu utilizzato nel dopoguerra per accogliere i rifugiati e gli orfani di guerra.
Il numero esatto di persone uccise per il programma Aktion 14f13 non è certo, soprattutto perché le persone uccise erano spesso perfettamente sane e le visite mediche e le selezioni, nonostante l'apparente rigore, avvenivano in modo superficiale e approssimativo.  Inoltre, non venivano sterminati solo persone in gravi condizioni, ma anche individui con problemi comportamentali oppure fortemente contrari e ostili al regime: dalle "cartelle cliniche" con diagnosi pretestuose come "sentimento di avversione per i tedeschi" oppure "fanatismo antitedesco" e con sintomi tipo "“comunista inveterato, indegno al servizio militare". La letteratura scientifica sull'argomento, stima tra i 15.000 e i 20.000 morti legati al programma 14F13, nel solo periodo 1941-43.